# Otto Grünewald
Otto Grünewald, nemški general in pravnik, * 29. marec 1897, Bad Wimpfen, † 29. julij 1980, Murnau.